# چیزی درون آب
چیزی درون آب (انگلیسی: Something in the Water) یک رمان مهیج نوشتهٔ کاترین استدمن است که در سال ۲۰۱۹ منتشر شد و در لیست پرفروش‌ترین کتاب‌های سال قرار گرفت.